# Yakima Valley AVA
Yakima Valley American Viticultural Area (kurz: Yakima Valley AVA) ist ein Weinbaugebiet im Süden des US-Bundesstaats Washington. Yakima Valley war die erste anerkannte Herkunftsbezeichnung Washingtons (anerkannt seit 1983) und ist mit seinen 4.400 Hektar Rebfläche Bestandteil der überregionalen Columbia Valley AVA. Die hauptsächlich angebauten Rebsorten sind Cabernet Sauvignon, Merlot, Syrah, Chardonnay und Riesling. Nahezu 40 Prozent der Weinproduktion des Bundesstaates Washington stammen von hier.
Neben dem Weinbau lebt die Region vom Obstanbau. In der Nähe der Stadt Zillah führt die Touristenroute Zillah Fruit Loop durch die Plantagen von Apfel, Kirsche, Nektarine, Pfirsich, Birne und Pflaume. 80 Prozent des US-amerikanischen Hopfens stammt ebenfalls aus dieser Region.

## Geografie und Klima
Um dem heutigen populären Begriff des Terroirs Rechnung zu tragen, wurde das Gebiet Yakima Valley noch in Subregionen unterteilt:
- Red Mountain AVA im Osten des Gebiets
- Rattlesnake Hills AVA im Norden
- Horse Heaven Hills AVA im Süden des Gebiets
- Wahluke Slope AVA

Die im Westen liegende Kaskadenkette schirmt das Gebiet in seinem Lee vor Niederschlägen ab. Das trockene Klima erfordert eine Bewässerung der Rebflächen. Insgesamt wurden 240.000 Hektar Land zur Erzeugung von Wein freigegeben. Von dieser enormen Fläche (zum Vergleich: die gesamte Weinbaufläche Deutschlands beträgt knapp 100.000 Hektar) sind knapp 4.400 Hektar in Ertrag. Der Hauptanteil der Fläche liegt im Yakima County, wobei die östlichen Anteile ins benachbarte Benton County überlappen. Die Städte Yakima und Prosser sind die wichtigsten Handelszentren der Region und bieten eine gute Anbindung an eine Vielzahl von Weinbaubetrieben. Im Westen bestimmt der Mount Adams das Landschaftsbild.
Im Vergleich zum Rest des Columbia Valley AVA ist das Klima gemäßigter.

## Geschichte
Die ersten dokumentierten Anpflanzungen legte der aus Lothringen stammende Charles Schanno im Jahr 1869 an. Schanno kaufte die notwendigen Setzlinge in The Dalles in Oregon sowie von der Hudson’s Bay Company. Im frühen 20. Jahrhundert beeinflusste der aus Seattle stammende William B. Bridgeman den Weinbau in Yakima Valley ganz wesentlich. Er setzte sich für die Bewässerung der Rebflächen ein und legte 1914 selber erste Anpflanzungen an. Darüber hinaus kam der überwiegende Teil der später genutzten Setzlinge zur Anlegung neuer Weinberge aus seinem Betrieb. Später kommerzialisierte er auch den ersten trocken ausgebauten Riesling Washingtons.